# Camponotus gibber
Camponotus gibber é uma espécie de inseto do gênero Camponotus, pertencente à família Formicidae.